# Villanueva del Arzobispo
Villanueva del Arzobispo ist eine spanische Gemeinde. Sie befindet sich in der Autonomen Gemeinschaft Andalusien, in der Provinz Jaén. 2024 hatte die Gemeinde 7.753 Einwohner.

## Geografie
Die Gemeinde grenzt an Beas de Segura, Castellar, Hornos, Iznatoraf, Santiago-Pontones, Sorihuela del Guadalimar und Villacarrillo.

## Geschichte
Die erste Erwähnung der Stadt geht auf eine Petition von Pedro Tenorio, Erzbischof von Toledo, an König Heinrich III. von Kastilien aus dem Jahr 1396 zurück. Daher stammt auch der Name der Stadt, der auf Spanisch "Neue Stadt des Erzbischofs" bedeutet. Vor diesem Datum hieß der Ort La Moraleja, grenzte an Iznatoraf und gehörte zu Beginn des 13. Jahrhunderts zum eroberten Gebiet von Cazorla. 1920 erhielt der Ort von König Alfons XIII. den Titel einer Stadt.

## Wirtschaft
Die Wirtschaft von basiert auf dem Anbau von Oliven.

## Sehenswürdigkeiten
- Kirchen San Andrés, la Vera Cruz
- Klosterkirche Santa Ana
- Stierkampfarena